# La miglior vendetta (romanzo)
 La miglior vendetta (Payment in Blood) è un romanzo di Elizabeth George, pubblicato nel 1989. Si tratta del secondo romanzo della giallista statunitense.
Payment in Blood è stato tradotto in molte lingue e ha conosciuto un ampio numero di riedizioni.

## Trama
Thomas Lynley viene improvvisamente convocato dal suo superiore Webberly e riceve l'incarico di partire per la Scozia a indagare su un omicidio. Lo deve accompagnare il sergente Barbara Havers, ma Lynley insiste perché partecipi alla spedizione anche l'amico Simon St. James. Tutto sembra piuttosto strano perché sul luogo del delitto non mancano forze di polizia e anzi, a causa di una certa autonomia, c'è il rischio che i sistemi di Scotland Yard possano urtarsi con le norme scozzesi. Tuttavia i tre investigatori partono in elicottero e giungono a destinazione. È pieno inverno e la neve procura molti disagi.
Il delitto è avvenuto in una dimora signorile, appartenente a Francesca Gerrard, la quale sta tentando di farne un albergo caratteristico. Il giorno prima erano arrivati come ospiti una compagnia teatrale (attori, agenti e regista), l'impresario con moglie e figlia e la drammaturga Joy Sinclair. Si dovevano leggere i copioni per una prima ma, senza preavvertire nessuno, l'autrice aveva cambiato il soggetto del dramma ed erano scoppiate alcune liti furiose. Nella notte, Joy veniva assassinata con un lungo pugnale conficcato nel collo. La camera era chiusa dall'interno e solo la mattina dopo la giovane cameriera aveva trovato il cadavere. La polizia locale era stata avvertita con un ritardo fastidioso, quindi ostacolata dalla neve che impediva di transitare per le strade.
Il capo della polizia locale, Macaskin, si dimostra efficientissimo e collaborativo, ma non ha mai chiesto aiuto a Londra e ciò aumenta lo sconcerto di Lynley e Havers. Eppure, dopo poco, si comprende che l'impresario è lord Stinhurst e, a bella posta, si è voluto mandare un suo pari (Lynley) per indurre il gentiluomo a non arroccarsi su posizioni controproducenti. Stinhurst racconta di aver avvertito le forze dell'ordine su richiesta della sorella Francesca. Quindi, sulle cause che hanno portato ai litigi della sera prima, egli afferma che Joy aveva tentato di portare sulla scena un dramma familiare di molti anni prima, quando Geoffrey, suo fratello maggiore, dopo una relazione con la moglie di Stuart (da cui era nata la figlia Elizabeth), era morto in un pauroso incidente, ancora una volta in seguito a un litigio. Stuart ha persino bruciato i copioni del dramma e dovrebbe essere il primo tra i sospettati.
Nella stanza accanto a quella di Joy e con essa comunicante si trova Helen Clyde, invitata dal regista Davies-Jones, cugino della vittima. I due si trovavano insieme quando il delitto è avvenuto e, in apparenza, l'assassino è passato dalla camera di Helen. Ciò disturba oltremodo Lynley che, pronto a inchinarsi a Stuart, non ha remore a trattare l'amica di sempre, Helen, con sfiducia, arrivando all'offensività. Avendo capito che Helen e Davies-Jones hanno una relazione, si lascia travolgere dalla gelosia e si autoconvince che il regista sia il colpevole. Helen esce indignata dal confronto con Lynley e si sfoga con St. James. I due sono insieme quando la donna rinviene in uno stivale (che sta per infilarsi) un guanto di pelle intriso di sangue. Subito dopo Gowan, il ragazzo tuttofare dell'albergo, viene aggredito e accoltellato. Gowan cerca di parlare, ma muore sotto gli occhi di Havers e Lynley.
Seguono molti interrogatori infruttuosi, tanto che i tre londinesi decidono di spostare le loro indagini altrove, lasciando Macaskin ad occuparsi delle vittime. Però il gruppo è lacerato: Lynley è sulla strada sbagliata, avendo come obiettivo la dimostrazione della colpevolezza del regista Davies-Jones, mentre Barbara, Helen e Simon capiscono che si deve cercare nel passato della famiglia di Stuart. L'unico punto di accordo sta nel rintracciare un tale Darrow, che Joy aveva nominato in una registrazione diaristica. Si scopre così che la moglie di Darrow era morta suicida quindici anni prima e doveva costituire il soggetto di un libro di Joy, la quale non riusciva neppure a iniziare il lavoro, a causa dell'opposizione di Darrow.
L'indagine prende perciò un doppio binario: sulla scorta di alcune scoperte di Havers viene alla luce che il fratello di Stuart era da anni una spia al servizio dell'Unione Sovietica e che la famiglia aveva insabbiato ogni traccia dello scandalo. Per questo, Stuart aveva ritardato le indagini sulla morte di Joy, avvertendo il proprio avvocato, ottenendo che sul posto venisse inviato Lynley e inventando la storia dell'infedeltà coniugale. C'era stata anche un'incursione dei servizi segreti per togliere di mezzo ogni indizio che potesse far riaffiorare l'immagine del defunto Geoffrey. Ricostruite tali circostanze, gli amici avvertono Lynley che è stato strumentalizzato dai superiori e tutti riprendono a lavorare per tendere una trappola all'assassino di Joy e Gowan.
Un nuovo interrogatorio fatto a Stuart Stinhurst, sempre in privato, chiarisce le gravissime circostanze che avevano portato alla morte del fratello prima, quindi del giovane figlio Alec, sentimentalmente legato a Joy, che intendeva vendicarsi con la mutata versione del dramma. Però sembra certo che non sarà mai permesso di rendere pubblica la faccenda, così non resta che la pista dei Darrow. Lynley e Havers scoprono che la presunta suicida, Hannah Darrow è in realtà stata assassinata, quasi sotto gli occhi del marito. Era andata a un appuntamento con un amante, aveva invece trovato la morte. Giovane di basso livello culturale, voleva diventare attrice e l'uomo che l'aveva sedotta le aveva promesso di lanciarla: dunque sempre un membro della compagnia, come Hannah ha scritto nei suoi diari.
Il sospettato principale è nuovamente Davies-Jones, ma con lui anche l'attore Robert Gabriel e l'agente teatrale Sydeham, marito della prima attrice. La trappola consiste nell'attirare l'uomo nella casa di Joy, dove si trovano i suoi diari e ricordi. Quando arriva, imbacuccato e irriconoscibile, l'uomo si accorge di essere circondato e impegna la polizia in un inseguimento folle. Catturato, con sorpresa di tutti, non è Davies-Jones, ma Sydeham, già assassino di Hanna Darrow, quindi di Joy e infine di Gowan, l'unico che potesse identificare i guanti di pelle usati nel pugnalare Joy Sinclair.

## Personaggi
- Thomas Lynley, ispettore di Scotland Yard, celibe.
- Barbara Havers, sergente di Scotland Yard, in questo romanzo è da quindici mesi in coppia professionale con Lynley. Nella vita privata ha gravi difficoltà a causa della crescente follia e mancanza di autonomia degli anziani genitori.
- Simon Alcourt St. James, migliore amico di Lynley, è assegnato in via straordinaria a questa indagine per richiesta di Lynley stesso.
- Lady Helen Clyde, amica da sempre di Lynley e St. James, si trova suo malgrado invischiata nell'omicidio di Joy Sinclair.
- Deborah, giovane e bellissima moglie di St. James, è una fotografa di successo.
- Webberly, superiore di Lynley a Scotland Yard, è il responsabile dell'invio in Scozia di Lynley, Havers e St. James.
- Ian Macaskin, responsabile del Dipartimento di Polizia sotto la cui competenza ricade la tenuta di Westerbrae in Scozia.
- Joy Sinclair, drammaturga e saggista, sta scrivendo in contemporanea un dramma teatrale per l'impresario Stinhurst e un libro sul suicidio.
- Irene Sinclair, sorella di Joy e attrice. È sposata con l'attore Robert Gabriel, di cui ha dovuto sopportare le continue infedeltà.
- Rhys Davies-Jones, cugino delle sorelle Sinclair, ex alcoolista, è stato ingaggiato come regista per il dramma scritto da Joy. Questo dovrebbe riabilitarlo, dopo un lungo periodo di assenza dal teatro, conseguente a uno scandalo dovuto all'ubriachezza.
- Robert Gabriel, attore di fama nazionale, ha rovinato la propria famiglia, ha avuto una relazione prolungata con la cognata Joy, molesta in scena e fuori la sua partner teatrale, Joanna Ellacourt.
- Joanna Ellacourt, primadonna della compagnia teatrale e partner in scena di Gabriel. Proviene da un ambiente povero e ha fatto carriera perché il suo talento è stato riconosciuto e messo in luce dal marito David Sydeham.
- David Sydeham, marito di Joanna e suo agente. Da giovane ha anche recitato in ruoli modesti, grazie al suo bell'aspetto.
- Stuart Rintoul, Lord Stinhurst, produttore teatrale di grande successo: Joy deve scrivere un dramma per inaugurare un teatro da lui restaurato.
- Lady Marguerite, moglie di Stuart e madre dei suoi figli, Alec ed Elizabeth.
- Elizabeth Rintoul, figlia trentaseienne di Stuart e Marguerite; nubile, si tenta invano di darle un marito, perché, di carattere apatico e aspetto sciatto, lei scoraggia chiunque.
- Alec, primogenito di Stuart e Marguerite, è morto da dieci anni. Aveva un legame con Joy Sinclair e desiderava sposarla.
- Francesca Gerrard, sorella di Stuart e vedova di Phillip Gerrard, proprietaria della tenuta di Westerbrae. Cerca di adattare la sua antica dimora come albergo e, ospitando la compagnia teatrale, fa una sorta di prova generale.
- Mary Campbell, diciassettenne cameriera a Westerbrae.
- Gowan Kilbride, ragazzo di sedici anni, assunto da Francesca Gerrard come tuttofare a Westerbrae.
- Hannah Darrow, giovane donna che aspirava a diventare attrice. Morta da quindici anni, Joy stava cercando di scrivere un libro sul suo caso, un suicidio.
- John Darrow, vedovo di Hannah, gestore di un pub in un piccolo paese. Si è opposto con tutte le forze alle ricerche di Joy sulla tragica fine della moglie.

## Edizioni in italiano
- Elizabeth George, La miglior vendetta, Sonzogno, Milano 1990
- Elizabeth George, La miglior vendetta, Euroclub, Milano 1991
- Elizabeth George, La miglior vendetta: romanzo, traduzione di Linda De Angelis, Longanesi, Milano 2003
- Elizabeth George, La miglior vendetta: romanzo, Mondolibri, Milano 2003
- Elizabeth George, La miglior vendetta, traduzione di Linda De Angelis, SuperPocket, Milano 2004
- Elizabeth George, La miglior vendetta: romanzo, traduzione di Linda De Angelis, Tea, Milano 2005

## Trasposizioni televisive
Il romanzo ha ispirato l'omonimo episodio, terzo della prima stagione,  della serie televisiva The Inspector Lynley Mysteries, andato in onda il 15 aprile 2002.